# 冯·哈根斯生物塑化公司
冯·哈根斯生物塑化（大连）有限公司是一家于1999年8月在中国大连注册成立的德资公司。该公司主要从事人类尸体加工，通过解剖、脱水、切片定型等程序将人的尸体制成标本，尸体少量来自志愿者捐赠，曾被认为是世界上最大的“尸体工厂”。该公司的商业行为曾引发社会争议，有人认为利用尸体进行商业行为不符合伦理。

## 公司资料
公司创办人冈瑟·冯·哈根斯是一名德国人，他于1977年发明了生物塑化技术。1992年哈根斯到中国访问，初次认识隋鸿锦。1994年，隋鸿锦以访问学者身份公派到德国海德堡大学留学，向哈根斯学习生物塑化。1996年12月哈根斯与隋鸿锦合作成立大连医科大学生物塑化研究所。1999年薄熙来任大连市市长期间，哈根斯投资1500万美元成立哈根斯公司，隋鸿锦任总经理。2002年，该公司被大连市人民政府认定为“高新企业”。
2003年的资料显示，该公司当时有647具尸体，每年从中国以外地区进口100多具尸体，制作至少40具人体塑化标本。
2006年，随着中国九部委发布《尸体出入境和尸体处理的管理规定》，哈根斯不能再合法进口来自德国等国家的捐赠遗体，断了来源的大连工厂逐渐衰落，公司後来只继续进行两年的动物尸体塑化和展览。目前公司于大连市高新园区高能街27号的办公地址已在2011年关闭。

## 质疑观点与调查
德国《明镜周刊》2004年1月19日以《死亡商贩》（Händler des Todes）为题做深度报导，文中以未经证实的证人作证，指当时任职经理隋洪锦在2001年12月29日给哈根斯的加密电子信报告中提到：当天早上收到两具“高品质的新鲜尸体”，可能是刚刚经过器官摘除移植。半小时后再告，“新鲜标本”是早晨被处决的一名年轻男犯和一名年轻女犯的尸体，肚子已剖开，肝脏被取走，头上有弹孔。
美国广播公司ABC新闻网2010年的文章《The 'Body Show' Battles: Rival Exhibitors Square Off in Court》。文中引述一名证人的言辞称，该证人在收取哈根斯的贿赂后，在对ABC的采访中做假证词指隋洪锦的公司使用来源于警方的死囚尸体。该证人亦称，他只给哈根斯的公司分发过尸体。文章最后强调，没有确切证据指明第一展览公司（也就是使用隋锦鸿公司尸体的展览公司）有使用死囚尸体。
对以上的媒体质疑，该公司现负责人称，截至2012年7月，项目在全世界有超过13300位参与者，其中1138位已去世。大部分捐献者是德国人，人数第二多的是北美，只有一名来自中国的捐献人。对于伦理的指控，冯·哈根斯在海德堡大学做研究时就已经清楚临床解剖和公开解剖的区别：前者的目的在于训练医科学生，对于尸体的使用无需经过首肯；而人体塑化以及公开的人体解剖展览则必须符合伦理，对于尸体的使用需要按法律规定征得知情同意。而竞争对手大连鸿峰则承认标本主要来源是无主尸体。
对于有媒体表示该公司与当时的大连市政府（尤其是薄熙来）的关系，哈根斯之子鲁瑞克于2012年予以公开否认。

## 同业竞争者
大连鸿峰公司的创办人隋鸿锦原本与哈根斯的创办人冈瑟·冯·海根斯是师徒关系，后自己创办公司。2008年，因美国广播公司《20/20》节目报道指称大连鸿峰使用了死刑犯尸体，制成塑化标本后供美国第一展览公司以「Bodies the Exhibition」（人體展）在美国展览，并以多张照片为证，引发纽约州总检察长威胁要关闭展览，除非挂出免责声明。事件引起美国舆论哗然，第一展览CEO辞职。新上任CEO与总检察长达成协议，在官网纽约页面和纽约展览现场贴出免责声明。内容是：
|  | 本展览所展出的中国公民或居民的人体尸体最初由中国警方获得。中国警方有可能从中国监狱里获得尸体。第一展览公司无法独立核实你所观看到的尸体不是来自被监禁在中国监狱里的人。本展览展出的人体全身以及人体部位、器官、胎儿和胚胎来自中国公民或居民的尸体。第一展览完全依靠中国合作伙伴，无法独立核实这些人体全身及人体部位、器官、胎儿和胚胎不是来自在中国监狱被监禁或被处决的人。 |

后来，该免责声明曾被部分媒体嫁接到冯·哈根斯公司身上用作批评该公司的商业行为。
2012年，大连中院终审判决哈根斯公司名誉侵权大连鸿峰公司，赔偿大连鸿峰公司损失450万元，赔偿隋鸿锦精神抚慰金50万元。但由于公司已退出中国，该赔偿款项未能追回。